# Rivière du Cabanage
Pour les articles homonymes, voir Cabanage.
La rivière du Cabanage est un affluent de la rive sud-ouest de la rivière Petit Saguenay coulant dans la municipalité de Petit-Saguenay, dans la municipalité régionale de comté (MRC) du Fjord-du-Saguenay, dans la région administrative du Saguenay–Lac-Saint-Jean, au Québec, au Canada.
La vallée de la rivière du Cabanage est surtout desservie par la rue du Quai pour la partie inférieure, par la route 170 pour la partie intermédiaire et par le chemin des Lavoie pour la partie supérieure.

## Géographie
Les principaux bassins versants voisins de la rivière du Cabanage sont :
- Côté nord : rivière Petit Saguenay, rivière Saguenay ;
- Côté est : rivière Petit Saguenay, rivière Saint-Athanase, rivière Saint-Étienne ;
- Côté sud : rivière du Portage ;
- Côté ouest : rivière Saint-Jean[3].

La rivière du Cabanage prend sa source à l’embouchure d'un lac de la Muraille (longueur : 1,0 km ; altitude : 503 m). Cette source est située à :
- 9,8 km au sud de son embouchure (confluence avec la rivière Petit Saguenay) ;
- 9,1 km au sud de la rivière Saguenay
- 10,0 km au sud-ouest de l'embouchure de la rivière Petit Saguenay ;
- 7,8 km au sud-est du centre du village de L'Anse-Saint-Jean[3].

À partir de sa source (lac de la Muraille), le cours de la rivière du Cabanage descend sur 15,8 km selon les segments suivants :
- 1,7 km vers le nord-est presque en ligne droite dans une vallée encaissée, jusqu'à la décharge (venant du sud-est) de quelques lacs dont le lac Fourchu ;
- 2,1 km vers le nord-est presque en ligne droite dans une vallée encaissée, jusqu'à la décharge (venant du nord-ouest) du lac des Collets ;
- 2,8 km vers le nord-est en traversant le lac Long (sur 1,0 km), puis en formant une courbe vers le nord, jusqu'à une décharge (venant du nord-est) de plusieurs petits lacs ;
- 3,2 km vers le nord-est dans une vallée fortement encaissée, jusqu'à la décharge d'un lac (venant du nord-ouest) ;
- 2,8 km vers le nord-est en serpentant du côté sud de la route 170 qu'elle coupe à 2,0 km au sud-ouest du centre du village de Petit-Saguenay ;
- 3,2 km vers le nord-est en longeant en partie la route 170, puis en serpentant jusqu'à son embouchure[3].

L'embouchure de la rivière du Cabanage se déverse sur la rive ouest de la rivière Petit Saguenay. Cette confluence est située à :
- 9,3 km à l'est du centre du village de L'Anse-Saint-Jean ;
- 0,7 km au nord-ouest du centre du village de Petit-Saguenay ;
- 1,8 km au nord-est de la confluence de la rivière Petit Saguenay avec la rivière Saguenay ;
- 29,5 km à l'ouest de Tadoussac[3].

## Histoire
Selon l'analyse d'artefacts retrouvés le long de la rivière Petit Saguenay, la présence autochtone dans ce secteur date d'au moins 1000 ans avant J.C. Au XXe siècle, les Amérindiens et les Métis fréquentaient la vallée de la rivière Petit Saguenay pour y pratiquer la chasse et la pêche.
Lors des premiers essais de colonisation à l'embouchure de la rivière Petit Saguenay, des familles métis vivaient dans cette zone. En 1844, les travailleurs de l'équipe qui construisit le premier moulin à l'embouchure de cette rivière, signalaient que le métis Charles Bernier (époux de Osithe Landry) fit partie de travailleurs. À la suite de l'abandon du moulin, ce métis sera le premier à s'établir avec sa famille dans la zone "Le Cabanage". Cette présence amérindienne et métis est constatée jusque dans les années 1920 à l'Anse de Petit-Saguenay et dans le secteur du Cabanage.

## Toponymie
Le toponyme "rivière du Cabanage" est un dérivé du terme Cabanagem qui fait référence à un type de cabane utilisée par des personnes pauvres principalement les métis, les esclaves affranchis et les populations autochtones. Le hameau "Le Cabanage" est situé à 4,8 km au sud-ouest du village de Petit-Saguenay, soit le long du cours de la rivière du Cabanage.
Le toponyme "rivière du Cabanage" a été officialisé le 5 décembre 1968 à la Banque des noms de lieux de la Commission de toponymie du Québec.